# サウジアラビアの皇太子
サウジアラビアの皇太子（サウジアラビアのこうたいし）は、国王の第一継承者である。皇太子は国王の指名を受け、忠誠評議会の承認を得た上で権力を掌握している。
第二次サウード王国の最後の皇太子はアブドゥルアズィーズ・イブン・サウードであったが、アブドゥルラフマーン・イブン・ファイサル・アール・サウードの王位廃位に伴い、皇太子の座も失った。それにも拘らず、アブドゥルアジズ一族はネジュドを取り戻すという決意を持ち続けた。1900年代初頭を通じて、アル・サウドはラシディ派からネジュドを取り戻そうと複数回の襲撃遠征と征服戦争を行った末に、サウジアラビア国王の座を奪還した。
第6代国王アブドゥッラー・ビン・アブドゥルアズィーズは即位直後にサウジアラビアの建国者である国王の子孫で構成される忠誠評議会を設立し、将来の国王と皇太子を無記名投票で選出することになった。2000年代以降、長老支配になると、3人の皇太子が立て続けに老衰で亡くなっている。2010年代以降は3人も皇太子の座を廃された。

## 一覧

### 皇太子
| 代  | 国王                                                                                  | 国王 | 出身家     | 在位期間                       | 在位期間     | 備考                                 |
| --- | ------------------------------------------------------------------------------------- | ---- | ---------- | ------------------------------ | ------------ | ------------------------------------ |
| 001 | サウード・ ビン・アブドゥルアズィーズ سعود Saud                                       |      | サウード家 | 1933年5月11日 - 1953年11月9日  | 20年 + 182日 | 後の第2代国王                        |
| 002 | ファイサル・ ビン・アブドゥルアズィーズ فيصل Faisal                                   |      | サウード家 | 1953年11月9日 - 1964年11月2日  | 10年 + 359日 | 後の第3代国王                        |
| 003 | ムハンマド・ ビン・アブドゥラジズ・アル・サウード محمد Muhammad bin Abdulaziz Al Saud |      | サウード家 | 1964年11月2日 - 1965年3月29日  | 147日        | 初代国王の子 第3代国王の異母弟       |
| 004 | ハーリド・ ビン・アブドゥルアズィーズ خالد Khalid                                     |      | サウード家 | 1965年3月29日 - 1975年3月25日  | 9年 + 361日  | 後の第4代国王                        |
| 005 | ファハド・ ビン・アブドゥルアズィーズ فهد Fahd                                        |      | サウード家 | 1975年3月25日 - 1982年6月13日  | 7年 + 80日   | 後の第5代国王 （スデイリー・セブン） |
| 006 | アブドゥッラー・ ビン・アブドゥルアズィーズ عبدالله Abdullah                          |      | サウード家 | 1982年6月13日 - 2005年8月1日   | 23年 + 49日  | 後の第6代国王                        |
| 007 | スルタン・ ビン・アブドゥラジズ・アル・サウード سلطان Sultan                          |      | サウード家 | 2005年8月1日 - 2011年10月22日  | 6年 + 82日   | 初代国王の子 第6代国王の異母弟       |
| 008 | ナーイフ・ビン・アブドゥルアズィーズ نايف Nayef                                       |      | サウード家 | 2011年10月27日 - 2012年6月16日 | 10年 + 232日 | 初代国王の子 第6代国王の異母弟       |
| 009 | サルマーン・ ビン・アブドゥルアズィーズ سلمان Salman                                  |      | サウード家 | 2012年6月16日 - 2015年1月23日  | 2年 + 221日  | 後の第7代国王                        |
| 010 | ムクリン・ ビン・アブドゥルアズィーズ مقرن Muqrin                                     |      | サウード家 | 2015年1月23日 - 2015年4月29日  | 96日         | 初代国王の子 第7代国王の異母弟       |
| 011 | ムハンマド・ ビン・ナーイフ محمد Muḥammad                                             |      | サウード家 | 2015年4月29日 - 2017年6月21日  | 2年 + 53日   | 初代国王の孫 元皇太子ナーイフの子    |
| 012 | ムハンマド・ ビン・サルマーン محمد Muḥammad                                           |      | サウード家 | 2017年6月21日 - （在位）       | 7年 + 264日  | 初代国王の孫 第7代国王の子           |